# Somewhere Over the Rainbow/What a Wonderful World
«Somewhere Over the Rainbow/What a Wonderful World» (también conocido como «Over the Rainbow/What a Wonderful World») es un popurrí de «Over the Rainbow»y «What a Wonderful World», grabado por el cantante hawaiano Israel Kamakawiwoʻole. Lanzado por primera vez en el álbum de 1990 Ka ʻAnoʻi, una interpretación acústica del popurrí se hizo notable después de su lanzamiento en su álbum de 1993 Facing Future.
En 2021, la Biblioteca del Congreso de Estados Unidos lo seleccionó para su conservación en el Registro Nacional de Grabaciones de los Estados Unidos por ser «cultural, histórica o estéticamente significativo».

## Historia de grabación
La canción se grabó originalmente en una sesión de demostración improvisada en 1988. Israel llamó al estudio de grabación a las 3 a. m. y el ingeniero de grabación Milan Bertosa le dio 15 minutos para llegar. Se cita a Bertosa diciendo: «Y entra el ser humano más grande que había visto en mi vida. Israel probablemente pesaba como 500 libras. Y lo primero que hay que hacer es encontrar algo para que se siente». La seguridad del edificio encontró a Israel una gran silla de acero. «Luego coloco algunos micrófonos, hago una prueba de sonido rápida, grabo la cinta y lo primero que hace es 'Somewhere Over the Rainbow'. Tocó y cantó, una toma, y se acabó».
En ese momento, solo se hicieron copias de la grabación acústica para el propio Kamakawiwoʻole y Bertosa. La canción fue regrabada como una «versión de Jawaiian optimista» para el álbum debut de Kamakawiwoʻole, Ka ʻAnoʻi, catalogado como «Over the Rainbow/What a Wonderful World». En 1993, cinco años después de la grabación original, Bertosa tocó la versión acústica para el productor Jon de Mello mientras los dos completaban el trabajo de Facing Future, y De Mello decidió incluirla en el álbum como «Somewhere Over the Rainbow/What a Wonderful».
«Somewhere Over the Rainbow/What a Wonderful» alcanzó el número 12 en la lista Hot Digital Tracks de Billboard la semana del 31 de enero de 2004 (para la semana de la encuesta que terminó el 18 de enero de 2004).

## Impacto en la cultura popular
Según el sitio web de Israel Kamakawiwoʻole, Universal Studios se interesó por primera vez en usar la canción en la película y en la banda sonora de Meet Joe Black después de que el director Martin Brest se interesara en ella. La grabación de Kamakawiwoʻole de «Somewhere Over the Rainbow/What a Wonderful World» también se ha utilizado en otras bandas sonoras, incluidas las bandas sonoras de Finding Forrester; 50 First Dates; Fred Claus; Happy, Happy; Marilyn Hotchkiss' Ballroom Dancing and Charm School; The Healer; e IMAX: Hubble 3D. También apareció en series de televisión como Charmed, ER, Scrubs, Cold Case, Glee, la versión original británica de Life On Mars y más.

## Otras versiones de cover
Otros artistas también han grabado el popurrí. Néstor Torres grabó un arreglo de flauta de jazz en su álbum de 1994 Burning Whispers. Cliff Richard grabó su propia versión del popurrí, lanzado como sencillo del álbum Wanted de 2001, que alcanzó el puesto número 11 en las listas oficiales del Reino Unido en 2001.
Aselin Debison grabó el popurrí de su álbum de 2002 Sweet Is the Melody. Elisabeth von Trapp incluyó su interpretación del popurrí en su álbum Poetic License, lanzado en junio de 2004.
Durante la séptima temporada de American Idol, Jason Castro interpretó una versión de la canción para su actuación «Top 8». Maddie Poppe y Caleb Lee Hutchinson interpretaron la canción a dúo durante la gran final de la decimosexta temporada de American Idol.
En la quinta temporada del programa de televisión de NBC Scrubs, la banda a capela The Blanks realizó una interpretación de «Somewhere Over The Rainbow». La interpretación fue lanzada más tarde en su álbum Riding The Wave .